# Sexualidad y esquizofrenia
La sexualidad de las personas con esquizofrenia ha sido desestimada, centrándose en el tratamiento base del trastorno y se ha olvidado que una vida sexual satisfactoria, si bien no excesiva, mejora la calidad de vida de los pacientes. Sin embargo, otros estudios afirman que la pérdida de la capacidad neurológica para responder ante los estímulos placenteros, inevitablemente concluirá en la pérdida de interés por la sexualidad.
Siendo evidente la influencia que un trastorno psiquiátrico tiene en la vida de un individuo, se puede sospechar que se vea afectada la forma de vivenciar la sexualidad, las conductas sexuales y la propia actitud hacia el sexo.

## Funcionamiento sexual del individuo esquizofrénico
Aunque tenemos que reconocer una gran variabilidad, en general, las personas con esquizofrenia manifiestan a nivel psicológico una sexualidad “primitiva”, basada en la intimidad y los cuidados. En el caso de las mujeres, es posible que tengan una menor práctica sexual, según Freidman y Harrison más de la mitad de las mujeres con esquizofrenia que participaron en su estudio, no habían experimentado orgasmo de ningún modo.
Según estudios, tanto hombres como mujeres refieren practicar menos coitos heterosexuales que la población general. También entre las personas con esquizofrenia se observa más orientación homosexual o bisexual, mientras que un pequeño porcentaje describe su orientación sexual “en conflicto”. En ambos sexos, disminuyeron las prácticas sexuales después de la aparición de la enfermedad psíquica, y es mayor el número de sujetos enfermos que mantienen conductas de autoestimulación que el de sujetos sanos (antes o después de la irrupción de la enfermedad).

## Disfunción sexual en el individuo esquizofrénico
Tras diversos estudios se podría llegar a las siguientes conclusiones sobre la relación entre la disfunción sexual y la esquizofrenia:
- Las personas con esquizofrenia quería información acerca de los efectos de la medicación y de los efectos de la enfermedad en el funcionamiento sexual.[5]
- La mayoría de los individuos con esquizofrenia tendrán disfunción sexual, incluso cuando no tomen antipsicóticos;
- Las personas no tratadas muestran una disminución del deseo sexual;
- Los deterioros en la excitación y el orgasmo durante el sexo están asociados con el tratamiento antipsicótico, y
- El tratamiento neuroléptico se correlaciona con la normalización del deseo sexual, pero conduce a problemas de la excitación, el orgasmo y la satisfacción sexual.[6]

En cuanto a las manifestaciones más frecuentes en personas con esquizofrenia, se pueden encontrar; la confusión en la identidad genérica, el sadomasoquismo, la pérdida de la libido dirigida al objeto y la inhibición sexual, variablemente referidos en la literatura clínica como modelos esenciales de la sexualidad en la esquizofrenia.
Por otra parte, Donlon describió un número de síntomas sexuales que comúnmente acompañaban a la descompensación psicótica y que incluían obsesiones sexuales, hipersexualidad y conducta sexual inapropiada. Sin embargo, se puede señalar que no se puede identificar, por ahora, una determinada conducta sexual como síntoma característico de esquizofrenia.

## Factores condicionantes en la conducta sexual del esquizofrénico
El aislamiento y la falta de habilidades sociales, las limitaciones farmacológicas y socioculturales actúan como barreras a la expresión sexual de los individuos psiquiátricos crónicos. La propia sintomatología de la enfermedad va a condicionar la conducta sexual del esquizofrénico. Es evidente, por otra parte, que la hospitalización y la institucionalización aumentan las limitaciones.

## Neuroquímica y psicofármacos
La función sexual humana se ve afectada por la intervención de un gran número de neurotransmisores, entre los que se incluyen; dopamina, serotonina, noradrenalina, acetilcolina, GABA, óxido nítrico, etc.
Igualmente las hormonas sexuales juegan un papel importante la respuesta sexual. Los andrógenos determinan un aumento de libido, mientras los antiandrógenos producen un descenso o un bloqueo completo de la misma.
Las investigaciones preclínicas sugieren que los antipsicóticos producen disfunción sexual al menos por tres mecanismos:
- El bloqueo directo de la dopamina tipo II (D2).
- La elevación de la prolactina (un efecto indirecto del antagonismo central D2).
- El antagonismo en los receptores adrenérgicos alfa I.

Aunque en la actualidad los clínicos son conscientes de los efectos adversos potenciales de los fármacos psicotrópicos en la vida sexual de los pacientes, pueden subestimarse o ignorarse en la práctica clínica.
Por ejemplo las fenotiazinas pueden mejorar la respuesta sexual como resultado de la mejoría de la enfermedad mental, si bien, con ellas se pueden presentar eyaculaciones "secas", debidas a los efectos paralizadores del esfínter vesical interno, que hace que el semen se vacíe en la vejiga. En general, estos fármacos «en dosis muy elevadas» disminuyen el deseo sexual. El haloperidol parece reducir la libido y la potencia sexual y causa eyaculación retardada. 
Los neurolépticos, los inhibidores selectivos de la recaptación de serotonina (ISRS), los tricíclicos, los inhibidores de la monoaminooxidadasa (IMAO) y las benzodiacepinas se han asociado a la disfunción sexual, y todos se preescriben comúnmente a los pacientes psiquiátricos crónicos hospitalizados.
Entre las posibles intervenciones para la disfunción sexual inducida por antipsicóticos están las siguientes:
- Modificar los factores de riesgo.
- Reducción de la dosis.
- Cambiar de antipsicótico (por ejemplo a quetiapina).
- Añadir otra medicación (por ejemplo sildenafilo, amantadine, etc).